# Debora Caprioglio
Debora Caprioglio, née le 3 mai 1968 à Venise est une actrice italienne.

## Biographie
Debora Caprioglio, née à Mestre, quartier du grand Venise, commence sa carrière dans le monde du spectacle en 1986, à l'âge de 18 ans, en parvenant en finale du concours de beauté Un volto per il cinema (Un visage pour le cinéma).
En 1987, âgée de 19 ans, elle épouse l'acteur allemand Klaus Kinski alors âgé de 61 ans. Ils jouent ensemble dans le film Grandi cacciatori, mais se séparent deux ans plus tard.
En 1990 elle est révélée par le réalisateur italien Tinto Brass, amateur d'actrices pulpeuses comme, entre autres, Serena Grandi, qui lui donna le rôle principal pour son film intitulé Paprika, qui traite des bordels et de la Loi 75 - 1958 ou Loi Merlin.
Après Albergo Roma, en 1996, elle abandonne le cinéma pour se consacrer au théâtre et à la télévision.

## Filmographie

### Cinéma
- 1988 : Grandi cacciatori d'Augusto Caminito : Deborah
- 1989 : Kinski Paganini de Klaus Kinski : ?
- 1989 : Le Masque de Satan (La maschera del demonio) de Lamberto Bava : ?
- 1991 : Paprika de Tinto Brass : Mimmo / Paprika
- 1992 : Femmes de la nuit (Spiando Marina) de Sergio Martino : Marina Valdez
- 1992 : Saint-Tropez, Saint-Tropez de Castellano et Pipolo : Eleonora
- 1994 : Les Yeux fermés (Con gli occhi chiusi) de Francesca Archibugi : Ghisola, adulte
- 1995 : Storie d'amore con i crampi de Pino Quartullo : Alessia
- 1996 : Albergo Roma de Ugo Chiti : Ginecriste
- 2007 : Ripopolare la reggia de Peter Greenaway : ?
- 2012 : Colpi di fulmine de Neri Parenti : ?
- 2013 : La finestra di Alice de Carlo Sarti : Antonella
- 2014 : Il pretore de Giulio Base : Tecla Memeo
- 2014 : La nostra terra (it) de Giulio Manfredonia : Jessica
- 2016 : Un'avventura romantica de Davide Cavuti : Signora Anna

### Télévision

#### Téléfilms
- 1995 : Addio e ritorno de Rodolfo Roberti : ?
- 1996 : Sansone e Dalila de Nicolas Roeg : Rani
- 1998 : La quindicesima epistola de José María Sánchez : ?
- 2002 : Un maresciallo in gondola de Carlo Vanzina : vedova Candida Zanin
- 2004 : Posso chiamarti amore? de Paolo Bianchini : Elvira

#### Séries télévisées
- 1993 : Isola Margherita de Vincenzo Badolisani : ?
- 1999-2001 : Non lasciamoci più de Vittorio Sindoni : Laura Bini
- 2005 : Provaci ancora prof! de Rossella Izzo : Bettina
- 2005 : Ricomincio da me de Rossella Izzo : Serena
- 2007 : Crimini (épisode 6 : Morte di un confidente) de Marco et Antonio Manetti :  : Gaia
- 2009 : I Cesaroni (saison 3, épisode 16 : Danni e donne) de Francesco Pavolini : Teresa
- 2012-2014 : Questo nostro amore (7 épisodes) de Luca Ribuoli : Francesca Costa

### Émissions télévisées
- 1991 : Sapore di mare
- 1991-1992 : Conviene far bene l'amore
- 2004-2006 : Buona Domenica
- 2006 : Afrodite
- 2007 : L'isola dei famosi
- 2013-2015 : Premio letterario "La Giara"

## Autres images

Debora Caprioglio
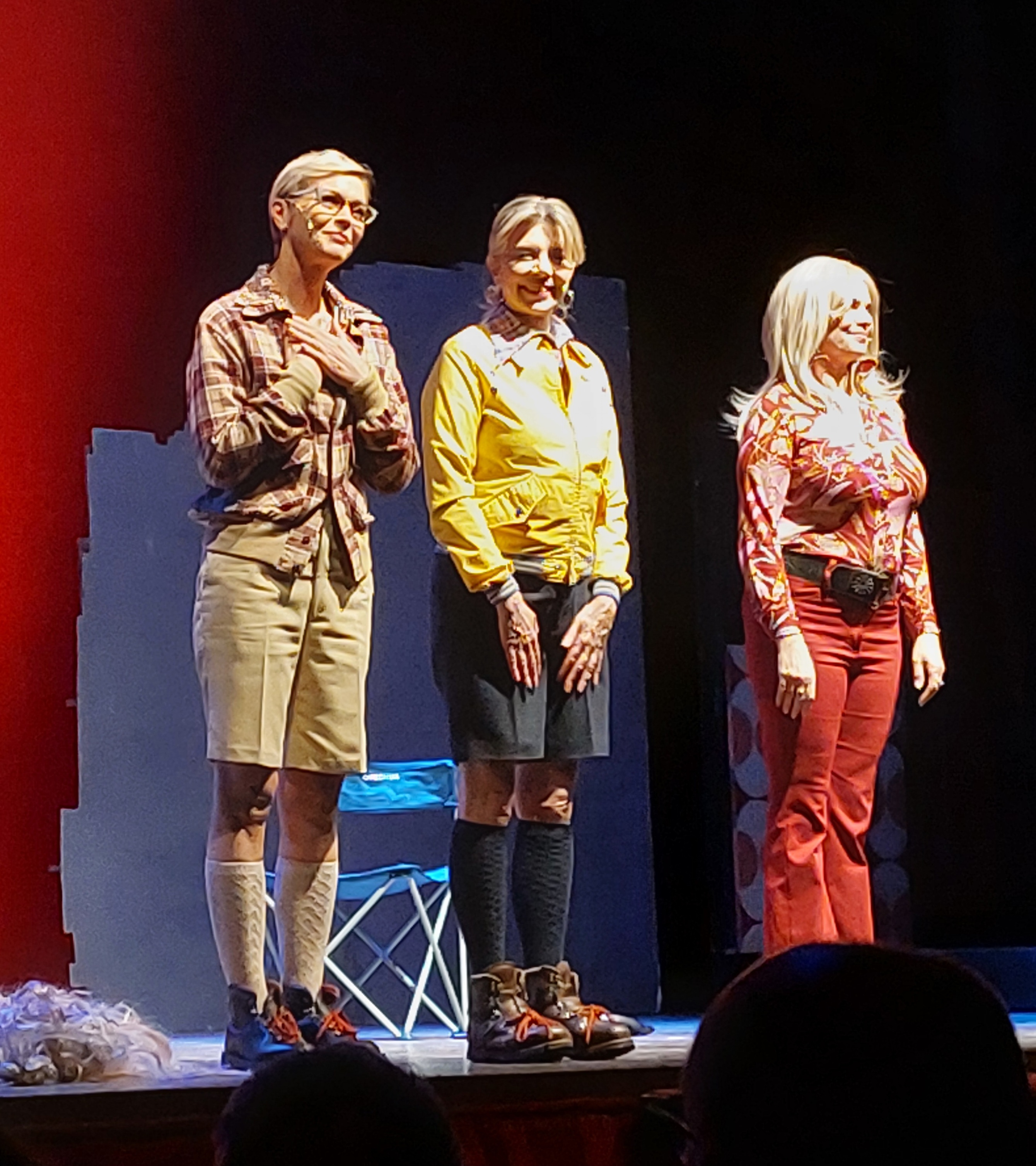
Vittoria Belvedere, Benedicta Boccoli et Debora Caprioglio Donne in pericolo, Théâtre Saint-Dominique (it), Crema, 1er décembre 2024.